# 駒崎幸一
駒崎 幸一（こまざき ゆきいち、1959年8月30日 - ）は、埼玉県川口市出身の元プロ野球選手（外野手）。

## 来歴・人物
川口工業高では、左翼手で中心打者として活躍。強打の選手として注目され、1977年に夏の甲子園埼玉県予選決勝で熊谷商高を降し、チームを甲子園初出場に導く原動力となった。甲子園では、2回戦（初戦）で智辯学園高のエース山口哲治に抑えられ敗退。
その年のプロ野球ドラフト会議でも指名候補としても注目されていたが指名はなく、社会人野球の日本通運に進んだ。高校卒業でプロ入りしなかった理由としては、甲子園の初戦でチームが大敗（0-12）し自分も活躍できなかった（山口から1安打を放つも最終打席は併殺打となり試合終了）ことから、プロ入りに対する自信がなくなったことが一因だった。
日本通運では1978年の都市対抗に出場。2回戦に進み本田技研鈴鹿に延長11回サヨナラ負けを喫するが、この試合で本塁打を放つなど活躍。
1979年の第4回インターコンチネンタルカップ日本代表に選出され、4番打者として日本の準優勝に貢献した。
強打の外野手として期待され、1980年オフにドラフト外で西武ライオンズに入団。入団1年目から二軍ではレギュラーとなる。
1985年にはイースタン・リーグで23本塁打を放ち本塁打王、1986年は51打点を記録して打点王のタイトルを獲得するなどしたが、アマチュア時代から守備に不安があったことが一軍昇格の障害となった。1983年はアメリカの1Aサンノゼ・ビーズに野球留学をしている。野球留学から帰国後の翌1984年には、5月から左翼手、中堅手として起用され、27試合に先発出場。7月28日の阪急戦で佐藤義則からプロ初本塁打を放つなど活躍した。一方、8月12日のロッテ戦では、5回に外野手として最多の1イニング3失策を記録する。まず山本功児の打球を後逸し、山本を刺そうとした三塁送球を暴投。次々打者の袴田英利の打球を札幌市円山球場のグランド整備の悪さも相まってトンネルした。このように守備力が劣ることもあってレギュラーには届かず、翌年からは主に代打として起用され、結局この年を超える成績は挙げられなかった。また、1984年5月29日の対南海ホークス戦ではプロ初安打を放った後、三塁へ進塁した際に三塁手の立石充男による隠し球に引っ掛かってアウトになった場面は、プロ野球珍プレー・好プレー大賞で繰り返し流された。
1990年開幕直前に村岡耕一・河野誉彦との交換トレードで、秋元宏作・青山道雄とともに横浜大洋ホエールズに移籍。しかし出場機会は少なく、1991年限りで引退。
引退後は浦和のスポーツ用品店に勤務し、後に独立して地元川口で店を開業した。2011年3月に三浦洋・河野博文とともに、群馬県高崎市に株式会社ドリームチームを設立し、農林業およびスポーツ支援活動をしている。また現在は埼玉の野球塾ヒーローズベースボールアカデミーのコーチである。

## 詳細情報

### 年度別打撃成績
| 年 度     | 球 団     | 試 合 | 打 席 | 打 数 | 得 点 | 安 打 | 二 塁 打 | 三 塁 打 | 本 塁 打 | 塁 打 | 打 点 | 盗 塁 | 盗 塁 死 | 犠 打 | 犠 飛 | 四 球 | 敬 遠 | 死 球 | 三 振 | 併 殺 打 | 打 率 | 出 塁 率 | 長 打 率 | O P S |
| --------- | --------- | ----- | ----- | ----- | ----- | ----- | -------- | -------- | -------- | ----- | ----- | ----- | -------- | ----- | ----- | ----- | ----- | ----- | ----- | -------- | ----- | -------- | -------- | ----- |
| 1981      | 西武      | 6     | 7     | 7     | 0     | 0     | 0        | 0        | 0        | 0     | 0     | 0     | 0        | 0     | 0     | 0     | 0     | 0     | 2     | 0        | .000  | .000     | .000     | .000  |
| 1984      | 西武      | 60    | 127   | 117   | 14    | 33    | 6        | 1        | 3        | 50    | 12    | 2     | 1        | 0     | 1     | 6     | 0     | 3     | 18    | 3        | .282  | .331     | .427     | .758  |
| 1985      | 西武      | 16    | 20    | 19    | 2     | 2     | 1        | 0        | 0        | 3     | 0     | 0     | 0        | 0     | 0     | 1     | 0     | 0     | 6     | 0        | .105  | .150     | .158     | .308  |
| 1988      | 西武      | 50    | 56    | 55    | 1     | 13    | 2        | 0        | 0        | 15    | 3     | 0     | 0        | 0     | 0     | 1     | 0     | 0     | 9     | 1        | .236  | .250     | .273     | .523  |
| 1990      | 大洋      | 24    | 25    | 24    | 1     | 5     | 0        | 0        | 0        | 5     | 2     | 0     | 0        | 0     | 0     | 0     | 0     | 1     | 6     | 1        | .208  | .240     | .208     | .448  |
| 1991      | 大洋      | 18    | 17    | 16    | 1     | 5     | 1        | 0        | 0        | 6     | 2     | 0     | 0        | 0     | 0     | 0     | 0     | 0     | 3     | 0        | .313  | .313     | .375     | .688  |
| 通算：6年 | 通算：6年 | 174   | 252   | 238   | 19    | 58    | 10       | 1        | 3        | 79    | 19    | 2     | 1        | 0     | 1     | 8     | 0     | 4     | 44    | 5        | .244  | .279     | .332     | .611  |

### 記録
- 初出場：1981年5月9日 対日本ハムファイターズ前期8回戦（平和台球場）、大田卓司に代わり左翼手として出場
- 初先発出場：1981年5月12日 対南海ホークス前期6回戦（大阪球場）、8番・左翼手として出場
- 初打席：同上、上田次朗の前に凡退
- 初安打：1984年5月29日 対南海ホークス11回戦（西武ライオンズ球場）、2回裏に畠山準より二塁打
- 初本塁打：1984年7月29日 対阪急ブレーブス21回戦（西宮球場）、7回表に佐藤義則から決勝ソロ

### 背番号
- 29 （1981年 - 1987年途中）
- 20 （1987年途中 - 1989年）
- 30 （1990年）
- 45 （1990年 - 1991年）